# Melanostomias valdiviae
Melanostomias valdiviae és una espècie de peix de la família dels estòmids i de l'ordre dels estomiformes.

## Morfologia
- Els mascles poden assolir 24,1 cm de longitud total.[4][5]

## Hàbitat
És un peix marí i d'aigües profundes que viu entre 40-1.600 m de fondària.

## Distribució geogràfica
Es troba a l'Atlàntic oriental, l'Atlàntic occidental (entre 41°N i 28°N; el Golf de Mèxic i entre 10°S i 18°S), el nord-oest de l'Atlàntic (Canadà)., l'Índic i el Pacífic